# 阿爾博鎮區 (明尼蘇達州艾塔斯卡縣)
阿爾博鎮區（英語：Arbo Township）是位於美國明尼蘇達州艾塔斯卡縣的一個行政鎮區。

## 地方資料
阿爾博鎮區的面積為95.31平方千米，當中陸地面積為87.05平方千米，而水域面積為8.26平方千米。根據2020年美國人口普查的數據，當地共有人口862人，而人口密度為每平方千米9.04人。